# Американо-іспанські відносини
Тривожна історія іспано-американських відносин розглядається як одна з «любові і ненависті» Основа була закладена колонізацією частини Америки Іспанією до 1700. Іспанці були першими європейцями, які заснували постійне поселення на території сучасних Сполучених Штатів. Першим поселенням на території сучасних США був Сан-Хуан, Пуерто-Рико, заснований в 1521 році іспанським мандрівником Хуаном Понсе де Леоном. Через 35 років іспанський адмірал Педро Менендес де Авілес заснував місто Сент-Августин, Іспанська Флорида (найбільш раннє поселення в континентальній частині США), яке стало невеликим форпостом, який ніколи не був дуже великим. Більш постійні, набагато більші колонії були створені в Нью-Мексико і Каліфорнії, з декількома в Техасі і Аризоні, формуючи найбільш ранню частину колоніальної історії Сполучених Штатів. Хоча іспанські елементи в історії Сполучених Штатів в основному ігнорувалися американськими істориками в десятиліття після здобуття незалежності, концепція «іспанських кордонів» на американському південному заході була розроблена американськими істориками в 20 столітті, які інтегрували Іспанію в історію США.

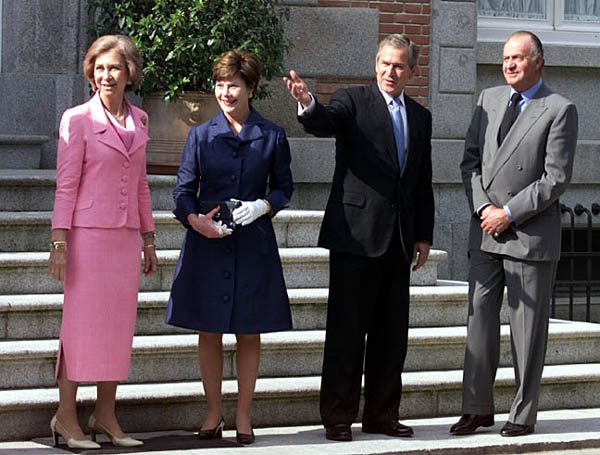
Король Хуан Карлос і королева Софія з президентом Джорджем В. Бушем і Лаурою Буш

Іспанія надала непряму підтримку новим Сполученим Штатам, воюючи проти Великої Британії під час Американської революційної війни. Мадрид мовчки визнав незалежність Сполучених Штатів у 1783 році. Купівля недорозвиненої іспанської Флориди США набула чинності в 1821 році. США надали дипломатичну підтримку відокремленим іспанським колоніям, оскільки вони забезпечили свою незалежність близько 1820 року. Американські дипломатичні пропозиції купити Кубу в 1850-х роках провалилися. Коли Куба повстала в кінці 19-го століття американська думка стала сильно вороже ставитися до іспанської брутальності. Іспансько-американська війна вибухнула в 1898 році. Поразка Іспанії в конфлікті спричинила втрату останніх іспанських колоній за межами Північної Африки, зокрема Куби, Пуерто-Рико, Гуаму та Філіппін.
Коли в 1936 році вибухнула громадянська війна в Іспанії, Вашингтон був нейтральним і заборонив продаж зброї в обидві сторони; було дозволено продаж нафти. Конгрес схвалив ембарго майже одноголосним голосуванням. Президент Франклін Рузвельт спокійно виступав за лівий республіканський (або «лоялістський») уряд, але сильний тиск з боку американських католиків змусив його дотримуватися політики нейтралітету. Іспанія була обережно нейтральною у Другій світовій війні, незважаючи на зв "язки з нацистською Німеччиною. Після 1946 року це була міжнародна парія.
Коли холодна війна поглибилася після 1950 року, Вашингтон кинув на життя франкомовній диктатурі, яка включала фінансову допомогу і військові бази. Членство в НАТО прийшло в 1982 році, після смерті Франсіско Франко і переходу Іспанії до демократії.

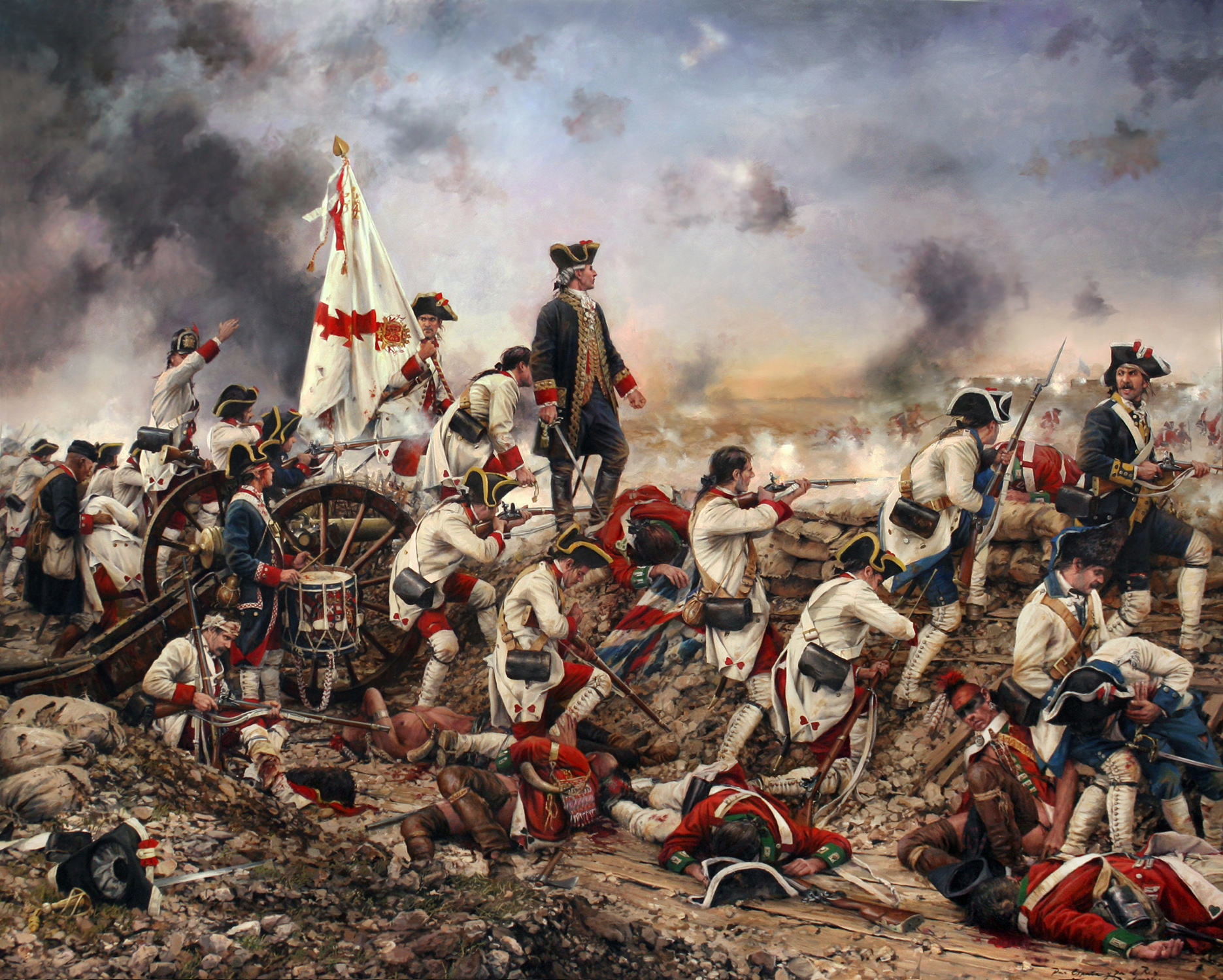
Картина Гальвеса під час облоги Пенсакола Аугусто Феррер-Далмау

## Іспанія та американська революція

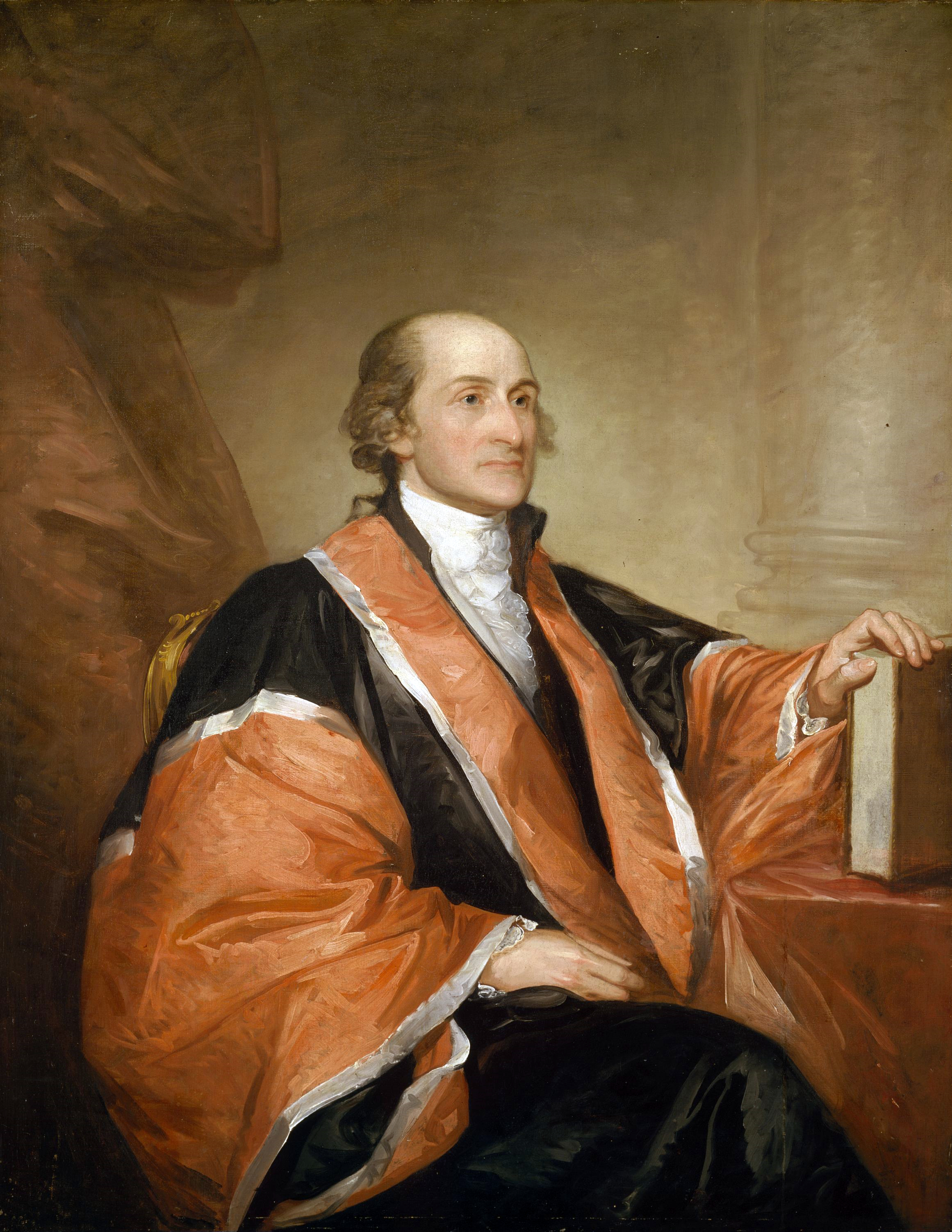
Джон Джей служив міністром Іспанії і був міністром закордонних справ з 1784 по 1789 рік.

Іспанія оголосила війну Великій Британії як союзнику Королівства Франція, і постачала поставки і боєприпаси континентальній армії. Однак Іспанія не була союзником патріотів. Неохоче визнавав незалежність Сполучених Штатів, тому що не довіряв революціонерам. Історик Томас А. Бейлі каже про Іспанію: Хоча її приваблювала перспектива війни [проти Англії] за відновлення і помсту, її відштовхнуло видовище незалежної і могутньої американської республіки. Такий новий штат міг би потрапити над Аллегеніями в долину Міссісіпі і захопити територію, яку Іспанія хотіла для себе.
Серед найвідоміших іспанських воїнів був Бернардо де Гальвес і Мадрид, граф Гальвес, який переміг англійців біля Маньчжака, Батон-Руж і Натчес в 1779 році, звільнивши нижню Міссісіпську долину від британських військ і звільнивши загрозу для столиці іспанської Луїзіани У 1780 році він відвоював Мобіл і в 1781 році захопив землі і море Пенсакола, залишивши британців без баз в Мексиканській затоці. На знак визнання за свої дії в американській справі, Джордж Вашингтон взяв його праворуч на параді 4 липня, а Конгрес Американської конфедерації процитував Гальвеса за допомогу під час революції.
Флорідабланка доручив графу Аранда підписати договір зі Сполученими Штатами 17 березня 1783 року, таким чином Іспанія мовчки визнала тоді незалежність США.
Інший відомий автор — дон Дієго де Гардокі, який був призначений першим міністром Іспанії в Сполучених Штатах Америки в 1784 році. Гардокі добре познайомився з Вашингтоном, а також виступив на інавгураційному параді президента Вашингтона. Король Іспанії Карл III продовжував спілкування з Вашингтоном, посилаючи йому подарунки, такі як кровна худоба з Іспанії, що Вашингтон просив для своєї ферми на горі Вернон.

## Іспанія та США наприкінці XVIII ст
Першим послом США в Іспанії був Джон Джей (але формально не був прийнятий до суду). Наступник Джея, Вільям Кармайкл, одружився з іспанкою і похований на католицькому кладовищі в Мадриді. Були встановлені деякі дружні зв'язки: Джордж Вашингтон створив американську індустрію вирощування мулів з високоякісними великими ослами, надісланими йому королем Іспанії (а також Лафаєттом).
Іспанія воювала з британцями як союзник Франції під час революційної війни, але вона не довіряла республіканству і офіційно не була союзником Сполучених Штатів. Після війни основні відносини стосувалися торгівлі, доступу до річки Міссісіпі і іспанських маневрів з корінними американцями, щоб блокувати американську експансію. Іспанія контролювала території Флориди і Луїзіани, розташовані на південь і захід від США. Американці давно визнали важливість права мореплавства на річці Міссісіпі, оскільки це був єдиний реалістичний вихід для багатьох поселенців на трансапалачських землях для відправки своєї продукції на інші ринки, включаючи Східне море США.Незважаючи на боротьбу зі спільним ворогом у революційній війні, Іспанія розглядала експансіонізм США як загрозу для своєї імперії. Прагнучи зупинити американське поселення на Старому Південному Заході, Іспанія відмовила США в правах судноплавства на річці Міссісіпі, надала зброю корінним американцям, і вербувала дружніх американських поселенців на малонаселених територіях Флориди і Луїзіани. Крім того, Іспанія оскаржувала південні і західні кордони Сполучених Штатів. Найважливіша прикордонна суперечка зосереджена на кордоні між Джорджією та Західною Флоридою, оскільки Іспанія та США претендували на частини сучасних Алабами та Міссісіпі. Іспанія заплатила готівкою американському генералу Джеймсу Вілкінсону за змову, щоб зробити більшу частину регіону відокремленим, але нічого з цього не вийшло. Тим часом Іспанія працювала над тим, щоб зупинити американську експансію, заснувавши індійський буферний штат на півдні. Вони працювали з Олександром МакГіллівреєм (1750—1793), який народився в родині шотландського торговця і його франко-індійської дружини, і він став вождем племені Крік, а також агентом для британських купців. У 1784—1785 роках були підписані договори з Крексом, Чікасавами і Чоктавами, щоб укласти між собою мир і стати союзником Іспанії. Хоча індійські лідери були сприйнятливими, янкі купці були набагато кращими постачальниками необхідних речей, ніж Іспанія, і паніндійська коаліція виявилася нестабільною.
З позитивного боку, іспанські купці вітали торгівлю з новою нацією, що було неможливо, коли це була британська колонія. Тому вона заохочує Сполучені Штати створити консульства в колоніях Нового Світу Іспанії. Американські купці та східні міста також хотіли відкрити торгівлю з іспанськими колоніями, яка була заборонена до 1775.Нова комерційна лінія включала американські купці, що імпортували товари з Британії, а потім перепродували їх іспанським колоніям.
Джон Джей уклав договір з Іспанією, щоб вирішити ці суперечки і розширити торгівлю. Іспанія також спробувала пряму дипломатію, що пропонувала доступ до іспанського ринку, але вартість закриття Міссісіпі для західних фермерів на 25 років і блокування південних експансіоністів. В результаті Джей-Гардокі було відхилено коаліцією південців на чолі з Джеймсом Медісоном і Джеймсом Монро з Вірджинії, які скаржилися, що це завдало шкоди їхньому народу і замість цього сприяло північно-східним комерційним інтересам.
Пінкнейський договір, також відомий як Договір Сан-Лоренцо або Мадридський договір, був підписаний в Сан-Лоренцо-де-ель-Ескоріал 27 жовтня 1795 року і встановив наміри дружби між США та Іспанією. Він також визначив кордони Сполучених Штатів з іспанськими колоніями і гарантував США мореплавні права на річці Міссісіпі. Обидві сторони залишилися недовірливими. Державний секретар Тімоті Пікерінг побоювався, що Іспанія може передати Луїзіану своїй набагато потужнішій Франції. Іспанія на початку 1797 року припинила виконання договору 1795 року. Нарешті, в 1798 Мадрид підтримав і відносини поліпшилися.

## Початок XIX сторіччя
Іспансько-американські відносини постраждали протягом XIX століття, оскільки обидві країни змагалися за територію і поступки в Новому Світі. «Культурно, вони неправильно зрозуміли і не довіряли один одному», — писав Джеймс В. Кортада. "Політичні конфлікти та культурні відмінності розфарбовували відносини між двома народами протягом XIX століття, створюючи традицію конфлікту загалом недружнього характеру. До 1855 року існувала спадщина проблем, ворожих образів і підозр, які глибоко вплинули на їхні стосунки "
Під час війни на півострові, коли Іспанія мала двох суперників королів — поваленого Бурбона Фернандо VII і брата Наполеона, Жозефа Бонапарта, коронованого як Хосе I Іспанський, Сполучені Штати офіційно зберегли нейтральну позицію між ними. Посол Луїс де Оніс, який прибув до Нью-Йорка в 1809 році, представляючи уряд Фернандо VII, відмовився від аудієнції, щоб вручити свої вірчі грамоти президенту Джеймсу Медісону. Він був офіційно визнаний урядом США тільки в 1815 році, після поразки Наполеона — хоча в той час він зарекомендував себе в Філадельфії і неофіційно проводив велику дипломатичну діяльність.
Обидві країни опинилися на протилежних сторонах під час війни 1812 року. До 1812 року подальше існування іспанських колоній на схід від річки Міссісіпі викликало обурення в США. Втікаючі раби пішли туди і озброїлися. Іспанія припинила повернення втікачів у 1794. За таємної підтримки Вашингтона американські поселенці у Флорідах повстали проти іспанського панування, а Іспанія втратила Західну Флориду. Між 1806 і 1821, територія, відома як «Sabine Free State», була територією між Іспанським Техасом і територією Луїзіани США, які обидві сторони погодилися зберегти нейтралітет через суперечки про цю область.
Адамс-Оніський договір між двома країнами був підписаний в 1819 році. Договір був результатом посилення напруженості між США та Іспанією щодо територіальних прав в період ослаблення іспанської влади в Новому Світі. На додаток до надання Флориди Сполученим Штатам, договір врегулював прикордонну суперечку вздовж річки Сабін в Техасі і міцно встановив кордон території США і претензій через Скелясті гори і на захід до Тихого океану в обмін на претензії американських жителів на іспанський уряд в цілому $5,000,000 і відмовляється від власних претензій на частини Техасу на захід від річки Сабіна та інших іспанських районів.
До середини 1820-х років іспанці вважали, що Сполучені Штати хочуть контролювати весь Новий Світ за рахунок Іспанії, вважаючи рух за незалежність в Латинській Америці доказом цього. У 1821 році іспанець написав, що американці У Сполучених Штатах Америки, Іспанія розглядалася як постійно засуджена Чорною легендою, і як відстала, сирота і деспотична країна, яка виступала проти доктрини Монро і маніфесту долі.Тим не менш, туристична література про Іспанію добре продавалася в США, а твори Вашингтона Ірвінга, який служив міністром США в Іспанії, викликав деякий дружній дух у Сполучених Штатах до Іспанії.